# دون ميسيك
دونالد إيرل ميسيك (بالإنجليزية: Don Messick)‏ (7 سبتمبر 1926-24 أكتوبر 1997) هو ممثل صوتي أمريكي , كان ممثلًا صوتيًا أمريكيًا، معروفًا بأدائه في الرسوم المتحركة لـ هانا-باربيرا كرتونز , أبرز أداء صوتي له شخصية سكوبي دو وبو-بو بير , رينجر سميث في ذا يوغي بير شو وبابا سنفور في السنافر .

## وصلات خارجية
- دون ميسيك على موقع IMDb (الإنجليزية)
- دون ميسيك على موقع ميتاكريتيك (الإنجليزية)
- دون ميسيك على موقع روتن توميتوز (الإنجليزية)
- دون ميسيك على موقع قاعدة بيانات الأفلام العربية
- دون ميسيك على موقع ألو سيني (الفرنسية)
- دون ميسيك على موقع ميوزك برينز (الإنجليزية)
- دون ميسيك على موقع أول موفي (الإنجليزية)
- دون ميسيك على موقع قاعدة بيانات الأفلام السويدية (السويدية)
- دون ميسيك على موقع إن إن دي بي (الإنجليزية)
- دون ميسيك على موقع ديسكوغز (الإنجليزية)